# 3-й моторизований корпус (Третій Рейх)
III (3-й) моторизо́ваний ко́рпус (нім. III. Armeekorps (mot.) — моторизований корпус Вермахту за часів Другої світової війни.

## Історія
III-й моторизований корпус був сформований 21 березня 1941 шляхом перейменування III-го армійського корпусу. 21 червня 1942 корпус переформований на III-й танковий корпус.

## Райони бойових дій
- Східний фронт (південний напрямок) (21 березня 1941 — 21 червня 1942).

## Командування

### Командири
- генерал кавалерії Ебергард фон Маккензен (нім. Eberhard von Mackensen) (21 березня 1941 — 21 червня 1942).

## Бойовий склад III-го моторизованого корпусу
Формування управління, забезпечення та підтримки
- 3-тє артилерійське командування (Arko 3),
- 403-тє управління корпусного постачання (Korps-Nachschubtruppen 403);
- 43-й корпусний батальйон зв'язку (Korps-Nachrichten-Abteilung 43);
- 403-й взвод фельджандармерії (Feld-Gendarmerie-Trupp 403);
- 403-й топографічний відділ корпусу (Korps-Kartenstelle 403);
- 403-тя польова пошта (Feldpostamt 403).

- 62-га піхотна дивізія (62. Infanterie-Division);
- 75-та піхотна дивізія (75. Infanterie-Division).

- 14-та танкова дивізія (14. Panzer-Division);
- 44-та піхотна дивізія (44. Infanterie-Division);
- 298-ма піхотна дивізія (298. Infanterie-Division).

- 14-та танкова дивізія.

- 13-та танкова дивізія (13. Panzer-Division);
- 14-та танкова дивізія;
- 25-та моторизована дивізія (25. Infanterie-Division (mot.).

- 13-та танкова дивізія;
- 14-та танкова дивізія;
- 60-та моторизована дивізія (60. Infanterie-Division (mot.);
- 57-ма піхотна дивізія (57. Infanterie-Division);
- дивізія СС «Вікінг» (SS-Division Wiking).

- 13-та танкова дивізія;
- 14-та танкова дивізія;
- 60-та моторизована дивізія;
- 198-ма піхотна дивізія (198. Infanterie-Division);
- дивізія СС «Вікінг».

- 13-та танкова дивізія;
- 60-та моторизована дивізія;
- 198-ма піхотна дивізія;
- дивізія СС «Вікінг».

- 60-та моторизована дивізія;
- 198-ма піхотна дивізія;
- дивізія СС «Вікінг».

- 13-та танкова дивізія;
- 14-та танкова дивізія;
- 60-та моторизована дивізія;
- дивізія Лейбштандарте-СС «Адольф Гітлер» (SS-Division Leibstandarte Adolf Hitler).

- 13-та танкова дивізія;
- 14-та танкова дивізія;
- 16-та танкова дивізія (16. Panzer-Division);
- 60-та моторизована дивізія;
- 125-та піхотна дивізія (125. Infanterie-Division);
- дивізія Лейбштандарте-СС «Адольф Гітлер».

- 16-та танкова дивізія;
- 14-та танкова дивізія;
- 22-га танкова дивізія (22. Panzer-Division);
- 60-та моторизована дивізія.

- 16-та танкова дивізія;
- 14-та танкова дивізія;
- 22-га танкова дивізія;
- 60-та моторизована дивізія.